# Valmet
A Valmet Oyj é uma empresa finlandesa desenvolvedora e fornecedora de tecnologias, sistemas de automação e serviços voltados para as indústrias de celulose, papel e energia.
A Valmet possui mais de 200 anos de história como operadora industrial. Anteriormente propriedade do Estado da Finlândia, a Valmet foi recriada em dezembro de 2013, com a cisão com os negócios de celulose, papel e energia da Metso.
Dentre os serviços realizados pela Valmet, estão incluídos a terceirização de manutenção, melhorias em turbinas e usinas de energia, e peças de reposição. A empresa fornece tecnologia para fábricas de celulose, tissue (papéis de baixa gramatura, como o papel higiênico), papelão, papel e plantas de bioenergia. A Valmet tem operações em mais de 40 países e emprega cerca de 17.000 pessoas. Sua sede está localizada em Espoo, na Finlândia, e está listada na Nasdaq Helsinki. Em 2021, as vendas líquidas da Valmet totalizaram 3,9 mil milhões de euros. 

## História

### Produtos históricos
Durante a sua história, a Valmet fabricou diversos produtos, incluindo navios, trens, aviões, tratores, relógios e armas, conforme descrito na lista de produtos da Valmet.

### Raízes no século 18
A empresa surgiu na década de 1750, quando um pequeno estaleiro foi estabelecido na fortaleza de Sveaborg (agora chamada de Suomenlinna), nas ilhas fora de Helsinque, na época pertencente a província sueca de Nyland. No início do século 20, acabou se tornando propriedade do Estado finlandês e tornou-se parte da Valmet. A Tamfelt foi fundada em 1797 e tornou-se um dos principais fornecedores de têxteis técnicos. Estas operações agora fazem parte da linha de negócios de Serviços da Valmet.[carece de fontes?]
Várias das empresas que compõem a atual Valmet Corporation, que nasceu na década de 2010, são originárias do século XIX. A Karlstad Mekaniska Werkstad (KMW) começou na Suécia em 1865. A Beloit Corporation iniciou em 1858 como uma empresa de fundição na cidade de Beloit, Wisconsin, EUA. A Sunds Bruk, antecessora da Sunds Defibrator Industries Ab, também foi fundada na Suécia em 1868.

### Criação da Valmet (1946-1998)
Em 1946, várias oficinas de metal de posse do estado finlandês foram unidas para formar a Valtion Metallitehtaat (Metalurgia Estatal, em português), abreviado como ValMet . A nova empresa passou a incluir várias metalúrgicas que fabricavam produtos de compensação de guerra para a União Soviética em vários locais da Finlândia. No primeiro ano de fundação, a empresa contava com cerca de 6.200 funcionários.
No começo de 1951, o grupo Valtion Metallitehtaat foi renomeado para Valmet Oy. As fábricas dele, que anteriormente fabricavam navios de guerra, aeronaves e peças de artilharia, passaram anos buscando rumos para seus novos propósitos. A conversão de uma fábrica de peças de artilharia em uma fabricante de máquinas de papel foi um sucesso, mas as restrições às importações impuseram obstáculos no rumo para os mercados ocidentais. As operações da empresa foram frequentemente – e desfavoravelmente – comparadas às de Wärtsilä. O ramo aeronáutico foi mantido para endossar a segurança nacional, mas deixou de ser lucrativo.[carece de fontes?] A filial, no entanto, fez uma notável contribuição para o desenvolvimento do produto Valmet e projetou, entre diversas coisas, o straddle carrier utilizado em portos e fabricado como parte das reparações de guerra da Finlândia. Durante décadas, o grupo buscou novos ramos de atuação, desde a fabricação de automóveis até a instrumentação. O moderno modelo de controle de qualidade das operações de produção entrou na indústria manufatureira finlandesa através das operações da Valmet, por exemplo, em suas fábricas de automóveis. A política nacional influenciou fortemente a gestão e a tomada de decisões na empresa.
A Valmet iniciou a fabricação de máquinas de papel na antiga fábrica de artilharia Rautpohja em Jyväskylä, Finlândia, no início da década de 1950 e concluíu sua primeira máquina de papel em 1953. A Valmet se tornou uma fornecedora de máquinas de papel de importância internacional em meados da década de 1960, quando entregava diversas máquinas aos principais países da indústria de papel do mundo.
Em 1961, a Valmet tinha 8.841 funcionários.
A Valmet tinha estaleiros navais em Turku e Helsinque (primeiramente no distrito de Katajanokka, depois em Vuosaari). No ano de 1986, a Valmet vendeu suas operações de construção naval para a Wärtsilä, que fundiu-as com seus próprios estaleiros para formar a Wärtsilä Marine. A empresa foi declarada falida em 1989. As operações continuaram sob os nomes de Masa Yards Oy, Kvaerner Masa-Yards Oy, Aker Yards Oy, Aker Finnyards Oy, STX Finland Oy e atualmente como Meyer Turku Oy .[carece de fontes?]
Junto à venda do estaleiro, a Valmet comprou da Wärtsilä uma unidade de máquinas para acabamento de papel localizada em Järvenpää, na Finlândia. Juntamente com as suas próprias unidades de fabricação de máquinas de papel, a unidade de Järvenpää formou a Valmet Paperikoneet Oy, que comprou as operações de fabricação de máquinas de cartão da Tampella em 1992.[carece de fontes?]
Em 1986, a unidade de fabricação de armas da Valmet em Jyväskylä foi transferida para a Sako-Valmet Oy, que mais tarde foi renomeada para Sako Oy. Atualmente, é propriedade da Beretta.[carece de fontes?]
A Valmet vendeu as partes relacionadas a fabricação de tratores, máquinas florestais e veículos de transporte para a Sisu Auto em 1994. Em 1997, a Sisu Auto foi vendida para a Partek, e os tratores ficaram conhecidos como Valtra Valmet, e mais tarde apenas por Valtra. Em 2002, a Kone comprou a Partek, e em 2004 vendeu a Sisu para a Suomen Autoteollisuus Oy, de um grupo de investidores privados finlandeses.[carece de fontes?]
Em 1988, a Valmet possuía 17.405 funcionários.

## Indústria armamentista
Por conta das demandas de guerra fria, a Valmet se dedicou à fabricação de armamentos. Ficaram famosos os "fuzis Valmet" que eram uma versão finlandesa do Kalashnikov  russo. Entre as modificações introduzidas pela Valmet, estava a mudança de calibre para padrões ocidentais: o fuzil Valmet foi produzido nos calibres 7,62X51 OTAN e 5, 56X45. 

### Valmet e Rauma se fundem como Metso (1999–2012)
Em julho de 1999, a Valmet e a Rauma Corporation se fundiram para formar uma nova empresa. Inicialmente nomaeda Valmet-Rauma Corporation, o nome foi alterado para Metso em agosto de 1999. Na época, a Valmet era fornecedora de máquinas de papel e cartão, enquanto a Rauma trabalhava com tecnologia de fibras, britagem de rochas e produtos de controle de fluxo. A fusão resultou em um fornecedor de equipamentos que atendia à indústria de processos. As ações da Metso foram incluídas na Bolsa de Valores de Helsinque, substituindo as ações das empresas antecessoras.[carece de fontes?]
Em 2000, a Metso adquiriu o setor de fabricação de papel e tissue da Beloit Corporation, incluindo suas operações nos Estados Unidos e na França. Em dezembro de 2006, a Metso concluiu a aquisição dos negócios de celulose e energia do grupo norueguês Aker Kvaerner. A aquisição visou melhorar ainda mais a capacidade da empresa de servir as indústrias de celulose e papel como um parceiro-chave de entrega, respondendo as oportunidades de negócios criadas pelas tecnologias de geração de energia e biomassa. No final de 2009, a Metso adquiriu a Tamfelt, uma das principais fornecedoras mundiais de têxteis técnicos.

### Volta da Valmet (2013-atualmente)
No primeiro dia de outubro de 2013, após uma reunião, a Metso foi dividida em duas novas organizações: Valmet e Metso. Após a cisão em 31 de dezembro de 2013, os ramos de celulose, papel e energia formaram a nova Valmet, enquanto os negócios de mineração, construção e automação permaneceram com a Metso.[carece de fontes?]
Jukka Viinanen então se tornou presidente do conselho de administração da Valmet. Viinanen havia sido membro do conselho da Metso de 2008 a 2013 e presidente desde 2009.
Em março de 2015, o sueco Bo Risberg substituiu Jukka Viinanen como presidente do conselho administrativo da Valmet. Anteriormente, Risberg havia ocupado um cargo alto na ABB e sido diretor administrativo da Hilti. Também exerce cargos de confiança na Piab Holding, Grundfos Holding e Trelleborg, entre outras. Os membros do conselho são o vice-presidente Mikael von Frenckell, Lone Fønss Schrøder, Friederike Helfer, Pekka Lundmark, Erkki Pehu-Lehtonen e Rogerio Ziviani. Lundmark depois viria a renunciar ao conselho após ser nomeado CEO da Fortum Corporation. Em abril de 2015, a Valmet lançou o setor de sistemas de automação. A Valmet adquiriu o sistema de automação de processos e unidade de serviços (PAS) da Metso, por 340 milhões de euros. No momento da aquisição, a unidade PAS empregava 1.600 pessoas e as suas vendas líquidas totalizaram 300 milhões de euros em 2013. Em julho de 2015, a Valmet anunciou a compra do empreendimento de rebobinagem de tissue da Massimiliano Corsini. As vendas líquidas da unidade de 33 funcionários em Pescia, na Itália, permaneceram estabilizadas em 10 milhões de euros nos últimos anos.
No início de 2019, a Valmet adquiriu a empresa estadunidense GL&V, por 113 milhões de euros. A integração da GL&V forneceu tecnologias, serviços de atualização e otimização e peças de reposição para a indústria de celulose e papel, com foco nas áreas de polpeamento, preparação da massa, fabricação do papel e acabamento final (veja Processo produtivo do papel). As novas operações empregaram cerca de 630 pessoas e as vendas líquidas alcançaram aproximadamente 160 milhões de euros. Em maio de 2019, a Valmet adquiriu a American J&L Fiber Services Inc., uma companhia de cerca de 100 funcionários em Wisconsin, que gerava aproximadamente 30 milhões de euros em vendas líquidas. A J&L Fiber era fabricante e fornecedora de segmentos de refinador para a indústria de celulose, papel e MDF. O investimento na aquisição foi de aproximadamente 51 milhões de euros, e ambas as empresas adquiridas passaram a fazer parte do ramo de Serviços da Valmet. Em setembro de 2019, a Valmet anunciou a construção de uma nova planta-piloto em seu Centro de Tecnologia de Fibra em Sundsvall, para fortalecer as áreas de pesquisa e desenvolvimento da empresa relacionadas à bioenergia, biocombustíveis e bioquímicos. A nova planta-piloto utiliza do sistema “BioTrac”, que é baseada no sistema de controle Valmet DNA.

### Ano 2020–atualidade
No fim de junho de 2020, a Neles Oyj se tornou independente da Metso. O Estado da Finlândia vendeu a sua participação à Valmet, que correspondia a 15%. Já no mês de julho, a Alfa Laval fez uma oferta para comprar a Neles. O CEO da Valmet repreendeu o conselho da Neles por tomar ações imprudentes e por aceitar um valor muito baixo. Laine já havia gerenciado as operações comerciais da Neles e achava que a Valmet poderia ter comprado mais ações. O CEO da Alfa Laval disse que tinham comprado a Neles com um “desconto pandêmico”, o que repercutiu na matéria de capa do tablóide sueco Dagens Industri, que comemorou o fato de que a Suécia em breve seria dona da indústria finlandesa. Posteriormente, a Valmet começou a comprar ações da Neles. No outono, a Valmet já possuía quase 30% das ações. A Alfa Laval só recebeu apoio de um terço dos proprietários da Neles para aceitar sua oferta de aquisição e acabou por se retirar da competição em novembro.
Em janeiro de 2021, a Valmet informou que iria fornecer à Renewcell máquinas para a produção de celulose solúvel a partir de roupas e materiais têxteis reciclados. Em maio, anunciou que entregaria tecnologia de secagem à Spinnova, que produz fibra têxtil a partir de celulose. Os equipamentos da Valmet para a indústria têxtil são muito procurados na Europa porque o recolhimento de materiais têxteis descartados para a reciclagem deve ser organizada nos países da União Européia até 2025. A Valmet vem trabalhando no desenvolvimento de tecnologia de reciclagem com a Renewcell há anos, e as empresas construíram juntas uma planta-piloto e uma fábrica em Sundsvall. Em julho de 2021, Valmet e Neles decidiram se fundir. Os proprietários da Neles obtiveram 18,8% da empresa incorporada. A sinergia das empresas foi considerada substancial durante a transição. A Neles foi planejada para ajudar a aumentar as vendas em sistemas de automação, ao mesmo tempo que seus produtos seriam vendidos também para a indústria de papel.
A Neles acabou por se fundiu com a Valmet em abril de 2022, tornando-se a quinta linha de negócios da Valmet Flow Control. Ambas as empresas possuíam vários gerentes e funcionários que se conheciam desde a época da Metso. Após a fusão, a empresa passou a contar com 17 mil funcionários, onde 3 mil eram vindos da Neles.

## Organização e produtos
As operações da Valmet estão divididas em cinco regiões geográficas: América do Norte, América do Sul, EMEA (Europa, Oriente Médio e África), China e Ásia-Pacífico. A operação engloba cerca de 40 países e emprega 17.000 pessoas. Os principais polos de produção são a fábrica de Rautpohja em Jyväskylä (Finlândia), as unidades de Karlstad e Sundsvall (Suécia), e em Xian e Xangai, na China. Rautpohja é o centro das operações de engenharia de máquinas de papel e cartão, da fabricação de componentes e do gerenciamento de entregas de máquinas para a Europa.

## Reconhecimentos
- Em 2019, a Valmet foi incluída nos Dow Jones Sustainability Indexes (DJSI) pelo sexto ano consecutivo. A empresa foi listada nos índices Dow Jones Sustainability World e Europe.[24]
- Em janeiro de 2020, a Valmet foi listada na lista A-anual do CDP entre as melhores empresas líderes em transparência e desempenho ambiental.[25]